# Гликозид
Гликозидите в химията са определени молекули, в които една захар е свързана с нещо друго. Гликозидите имат няколко важни роли в живите организми. Много растения складират важни вещества под формата на неактивни гликозиди. Когато веществата са нужни, гликозидите се свързват с вода и ензим и захарната част се отделя, като прави химикала годен за използване. Много такива растителни гликозиди се използват като лекарства. При животните (вкл. и човека) отровите често се свързват със захарни молекули, за да се изхвърлят от тялото.
От формална гледна точка гликозид е всяка молекула, в която захарна група е свързвана чрез аномерния си въглерод с друга група чрез O-гликозидна връзка или S-гликозидна връзка. Гликозидите със S-гликозидна връзка се наричат още тиогликозиди. Това е дефиницията, използвана от IUPAC. Много автори изискват добавянето, че захарта трябва да е свързана с „незахар“, за да се квалифицира молекулата като глюкозид, изключвайки по този начин полизахаридите. Захарната група тогава се нарича гликон, а незахарната група – агликон или генин. Гликонът може да се състои от единична захарна група (монозахарид) или няколко захарни групи (олигозахарид).